# 內部部局
內部部局（日语：／ naibu bukyoku */?）是日本行政機關中，對各府、省、廳、委員會等機構之內部單位的統稱。簡稱「內局」，以用來相對於用來稱呼附屬機關的「外局」。在法律上，不屬於內部部局的府省廳組織有審議會等、設施等機關、特別機關、地方支分部局、外局等。

## 組成
府省的內部部局分為構成本府（省）的部署、官房（大臣官房），與局兩大類別。
作為府省外局的廳，可分為構成本廳的部署、官房（長官官房），與部兩大類別。但設置大臣的金融廳、隸屬於外局的警察廳等，其內部部局稱為局。
作為府省外局的委員會，可分為官房與局、部。必要時可設置事務總局。
官房、局、部可設置課、室。此外，廳也可設置課室。

## 內部部局一覧
- 內閣府
  - 大臣官房
  - 賞勳局
  - 男女共同參與局
  - 沖繩振興局
  - 宮內廳
    - 長官官房（日语：官房）
    - 侍從職（日语：宮内庁侍従職）
    - 東宮職（日语：宮内庁東宮職）
    - 式部職（日语：宮内庁式部職）
    - 書陵部
    - 管理部（日语：宮内庁管理部）

  - 國家公安委員會
    - 警察廳
      - 長官官房（日语：警察庁長官官房）
      - 生活安全局（日语：生活安全局）
      - 刑事局（日语：警察庁刑事局）
      - 交通局（日语：警察庁交通局）
      - 警備局（日语：警備局）
      - 情報通信局（日语：情報通信局）

  - 金融廳
    - 總務企劃局（日语：総務企画局）
    - 檢査局（日语：検査局）
    - 監督局（日语：監督局）
- 總務省
  - 大臣官房
  - 行政管理局
  - 行政評價局
  - 自治行政局
  - 自治財政局
  - 自治稅務局（日语：自治税務局）
  - 情報通信國際戰略局（日语：情報通信国際戦略局）
  - 情報流通行政局
  - 總合通信基盤局（日语：総合通信基盤局）
  - 統計局（日语：統計局）
- 法務省
  - 大臣官房
  - 民事局（日语：民事局）
  - 刑事局（日语：法務省刑事局）
  - 矯正局（日语：矯正局）
  - 保護局（日语：保護局）
  - 人權擁護局（日语：人権擁護局）

- 外務省
  - 大臣官房
  - 總合外交政策局
  - 亞洲大洋洲局
  - 北美局
  - 中南美局（日语：中南米局）
  - 歐洲局（日语：欧州局）
  - 中東非洲局（日语：中東アフリカ局）
  - 經濟局
  - 外務省國際協力局（日语：国際協力局）
  - 外務省國際法局
  - 領事局
- 財務省
  - 大臣官房
  - 主計局
  - 主稅局
  - 關稅局（日语：関税局）
  - 理財局（日语：理財局）
  - 國際局（日语：財務省国際局）
- 文部科學省
  - 大臣官房（日语：文部科学省大臣官房）
  - 生涯學習政策局（日语：生涯学習政策局）
  - 初等中等教育局（日语：初等中等教育局）
  - 高等教育局
  - 科學技術、學術政策局（日语：科学技術・学術政策局）
  - 研究振興局（日语：研究振興局）
  - 研究開發局（日语：研究開発局）
  - 體育、青少年局（日语：スポーツ・青少年局）
- 厚生勞動省
  - 大臣官房（日语：厚生労働省大臣官房）
  - 醫政局（日语：医政局）
  - 健康局（日语：健康局）
  - 醫藥食品局（日语：医薬食品局）
  - 勞動基準局（日语：労働基準局）
  - 職業安定局（日语：職業安定局）
  - 職業能力開發局（日语：職業能力開発局）
  - 雇用均等、兒童家庭局（日语：雇用均等・児童家庭局）
  - 社會、援護局（日语：社会・援護局）
  - 老健局（日语：老健局）
  - 保險局（日语：保険局）
  - 年金局（日语：年金局）
- 農林水產省
  - 大臣官房
  - 食料產業局
  - 消費、安全局
  - 生產局
  - 經營局
  - 農村振興局
- 經濟產業省
  - 大臣官房（日语：経済産業省大臣官房）
  - 經濟產業政策局（日语：経済産業政策局）
  - 通商政策局（日语：通商政策局）
  - 貿易經濟協力局（日语：貿易経済協力局）
  - 產業技術環境局（日语：産業技術環境局）
  - 製造產業局（日语：製造産業局）
  - 商務情報政策局（日语：商務情報政策局）
- 國土交通省
  - 大臣官房
  - 總合政策局
  - 國土政策局
  - 土地、建設產業局
  - 都市局
  - 水管理、國土保全局（日语：水管理・国土保全局）
  - 道路局
  - 住宅局
  - 鐵道局（日语：鉄道局）
  - 自動車局（日语：自動車局）
  - 海事局（日语：海事局）
  - 港灣局
  - 航空局
  - 北海道局
- 環境省
  - 大臣官房（日语：環境省大臣官房）
  - 總合環境政策局（日语：総合環境政策局）
  - 環境省地球環境局（日语：地球環境局）
  - 水、大氣環境局（日语：水・大気環境局）
  - 自然環境局（日语：自然環境局）
- 防衛省
  - 大臣官房
  - 防衛政策局
  - 運用企畫局
  - 人事教育局
  - 經理裝備局
  - 地方協力局

## 防衛省的「內局」
防衛省的內部部局通稱「內局」。在防衛省組織上，內局主要是在政策上、行政上輔佐防衛大臣。人員大半為文官（自衛官以外的防衛省職員通稱），僅有少數為自衛官（自衛隊武職人員）。
此外，內局除了是組織單位，同時也指內部部局所屬文官及大臣直屬文官（防衛事務次官等），又稱「西裝組」（背広組），與自衛隊的「制服組」相對。